# Dicranota (Rhaphidolabis) angustistyla
Dicranota (Rhaphidolabis) angustistyla is een tweevleugelige uit de familie Pediciidae. De soort komt voor in het Palearctisch gebied.